# Windows Vista
Windows Vista是微软2006年推出的一款桌面操作系统，为Windows XP的后继产品，亦是微软第二个采用Windows NT内核且面向个人用户的操作系统。其于2006年11月8日开始发放给生产商，随后于2007年1月30日正式发布。Windows Vista的开发始于2001年，开发代号“Longhorn”，起初计划为一个Windows的过渡性版本，但由于开发过程中经历了计划更变和特征蔓延，其发布日期被不断延后，并最终迫使微软于开发中期阶段重启整个项目，同时取消了许多曾承诺过的功能。由于经历了史无前例的长期开发，Windows Vista与它的前代产品Windows XP之间的隔代时间长达五年有余。
微软为Windows Vista引入了大量新功能和新技术，同时重新设计了许多核心组件与子系统，这些改进涵盖了整个操作系统的每个方面。视觉上，Vista有全新的用户界面Windows Aero，带来了许多华丽的视觉效果，也是Vista的主要卖点之一。安全性是Vista改进的重点之一，加入了諸如强制完整性控制、用户帐户控制等安全技术和功能。微软同时还为Vista引入了新一代软件框架.NET Framework 3.0，大大革新了开发人员为Windows开发软件的方式。
Vista中大量新功能的加入，尤其是华丽的Aero外观让系统需求骤然提升，在发布初期时还有程序执行速度慢、文件操作性能低下、游戏表现差和旧软件兼容性等问题，其同时还在发布后的长时间内有着严重的驱动适配问题。微软对Vista混乱的营销亦引發訴訟，Vista中可信计算和数字版权管理的引入也引发了抗议，一些新功能亦不受歡迎，种种原因导致了Vista在商业上的失败。但作为Windows历史上的一个重大变革，Vista为后来的Windows奠定了深厚的技术基础。其下一代产品Windows 7于2009年发布，微软对Vista的支持则最终于发布十年后的2017年4月11日结束。

## 開發

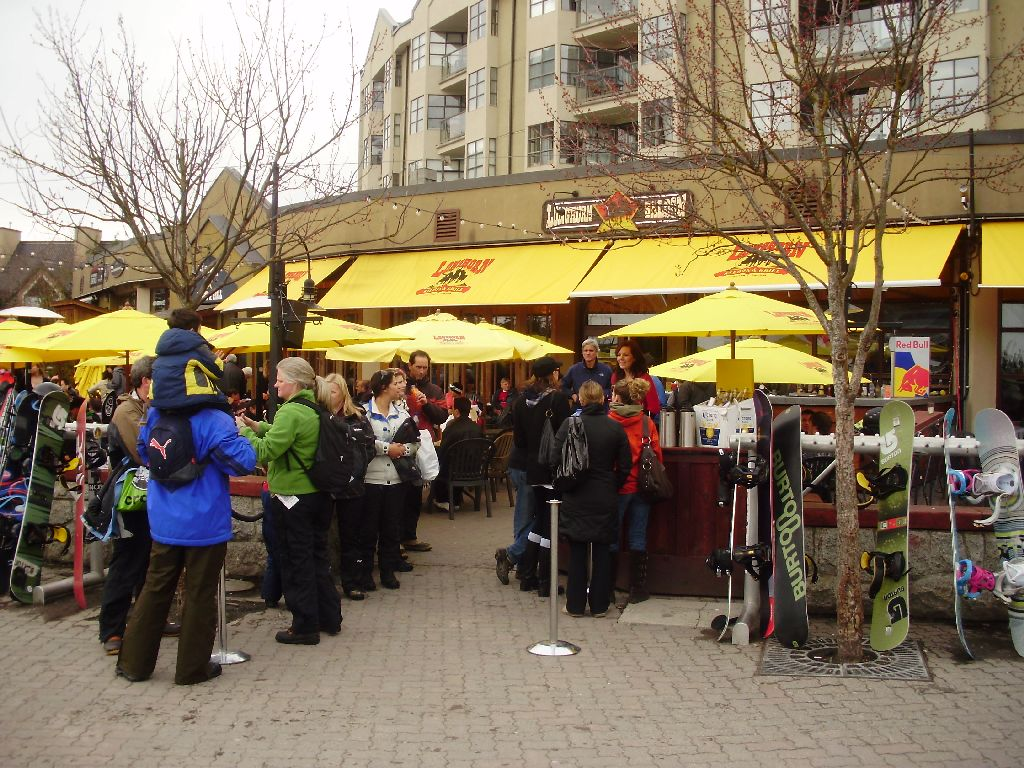
Vista开发代号的名源地：Longhorn Saloon

在开发代号为“Whistler”的Windows XP还处于开发中期时，微软就已经开始计划XP之后的继任产品，於是开发代号为“Blackcomb”的下一代操作系统便由此在2000年立项，并计划于2002年发布，微软计划在Blackcomb中整合完整的.NET框架以及新的高级存储系统和大量Web服务。然而，到Windows XP的开发临近尾声时，微软意识到Blackcomb的计划过于龐大，无法在预定的时间发布，遂决定在Blackcomb之前再推出一个过渡性的Windows版本，为Blackcomb的开发預留时间，这个过渡性版本的开发代号被定为“Longhorn”。Whistler、Blackcomb和Longhorn三名都来源于加拿大滑雪胜地惠斯勒黑梳山，其中Whistler和Blackcomb分别是景区中的两座山，而Longhorn则是夹在两山之间的一个酒吧名，由此可見微软对它作为“过渡性版本”的定位。Longhorn立项于2001年5月，即Windows XP正式发售的五个月前，而它便是后来的Windows Vista。
微软原计划于2003年发布Longhorn。然而，在开发早期阶段，微软就将许多原计划置于Blackcomb上的功能集成入Longhorn中，随后，微软为Longhorn的开发定下了“三大支柱”，它们分别是：下一代Web服务技术Indigo、新一代文件系统WinFS、新一代用户界面渲染系统Avalon。微软另外还计划在Longhorn中支持新的编程语言C#，并将全部操作系统软件都改用C#编写。但这些目标和计划所需的开发时间与技术难度都前所未有，也遭到许多微软内部总监的质疑，计划更变和技术难度导致Longhorn的开发遲緩，而不久Windows XP又遭遇安全性问题，致使微软不得不抽调开发Longhorn的人手前去处理XP的安全问题，再次延缓了Longhorn的开发。于是Longhorn的发布时间就这样被不断推迟，最终其未能如愿在2003年发布，不过微软仍在2003年的微软专业开发者大会（PDC）上面向开发者展示了部分有关这个新系统的一些内容，比尔·盖茨更将这次PDC称为“Longhorn PDC”。
到了2003年底，在多次延期之后，由于计划执行起来的难度过大，加上开发团队对最终产品缺乏明确目标，Longhorn的开发工作陷于混乱，当时的Longhorn被加入了大量的新功能与特性，但许多内容的开发却并没有达到稳定，这为后续的开发带来了更多的混乱。最终，在时任平台与服务部总裁吉姆·阿尔钦的主导下，为了使Longhorn的开发工作回到正轨，微软在2004年8月重启了Longhorn的开发进程。在此之后，Longhorn的开发就几乎被完全推倒重来，这沉重的打击了整个开发团队的士气。在开发重启的过程当中，许多Longhorn的原定功能与技术也被精简或取消；微软给出的对策是：弃用C#，取消WinFS、修改并精简Avalon。另外被縮減的功能還有最终在正式版中仅保留了BitLocker功能的NGSCB、以及本意图部分取代任务栏，最终却只剩桌面小工具摆放功能的Windows边栏、和最终在Beta 1版本中被取消的新版命令行界面“Monad”。这再度延缓了Longhorn的发布。而与此同时，微软的竞争对手苹果在2005年发布了他们的新一代操作系统Mac OS X Tiger，其包含了一部分Longhorn中的计划功能，並拥有着優秀的稳定性与性能，这震惊了微软。为了提升稳定性，重啟后的Longhorn改为基于Windows Server 2003 SP1的代码库进行开发，这一次，微软将Longhorn的发布日期定在了2006年。
2005年7月初时，微软决定要为Longhorn另起一个更加有趣的新名，如同它的前辈Windows Me和Windows XP一样，最后在多番筛选后，Longhorn被重新命名为“Vista”，即拉丁语中的“远景”，微软随後公布这个新名，並表示这个名字象征的是Vista的愿景“为您的世界带来清晰”，这时的Vista经过了四年的漫长开发，已不再是当初以Longhorn之名立项时所定位的“在Windows XP与Blackcomb间的过渡性版本”，而微软最后也终于意识到Blackcomb的计划并不现实，于是取消并以Windows 7替代了这个计划。Vista的最后一次发布延期是在2006年初，微软称这是为了继续打磨新系统的品质，这次微软将Windows Vista的正式零售发布日期发布推迟到2007年1月。据统计，微软在Vista的开发中耗费了60亿美元，并为其编写了超过5000万行代码。

## 发布与发售

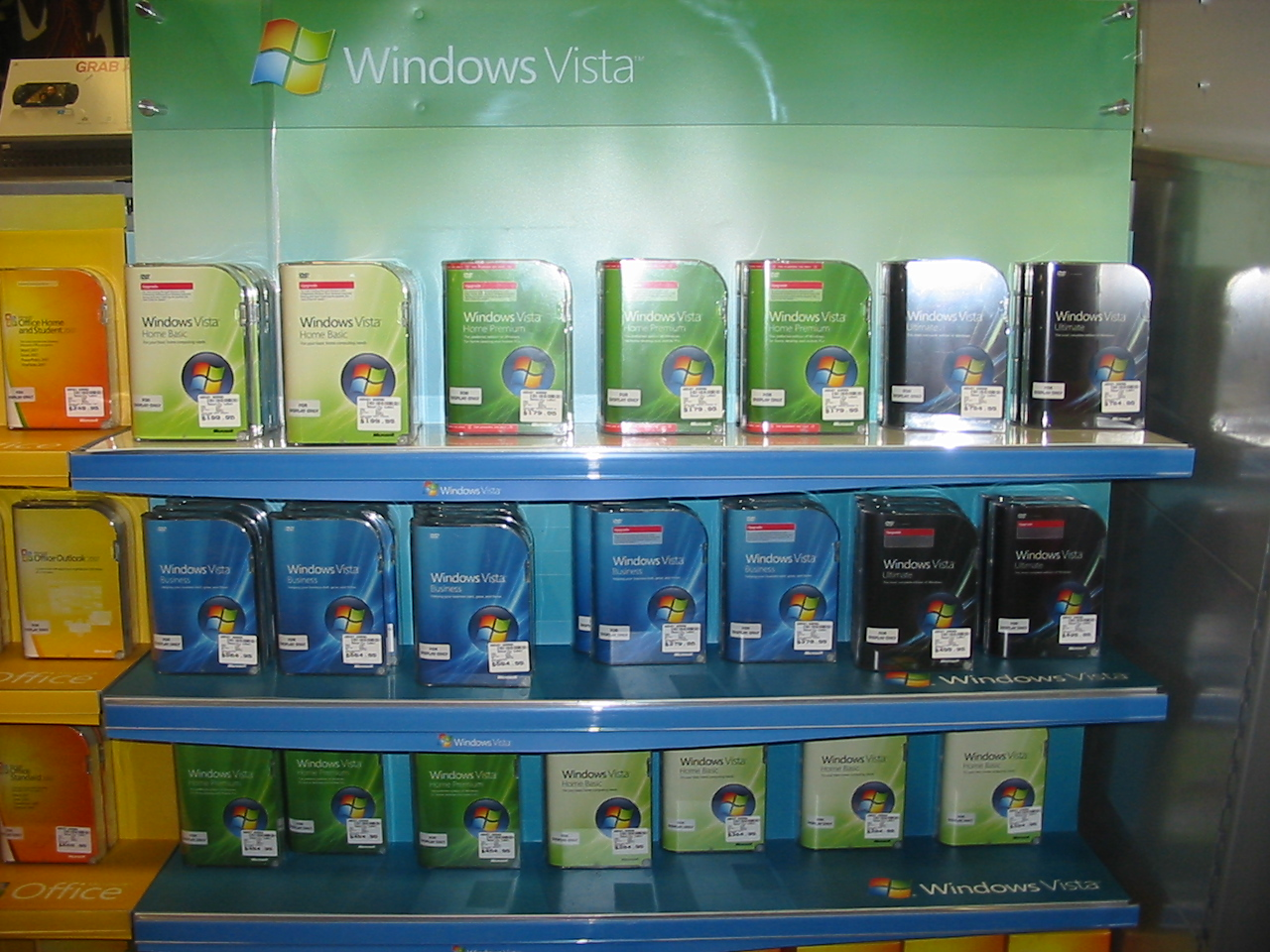
在货架上贩售的各版本零售盒装Windows Vista

微软在2006年11月8日发布了Windows Vista的RTM版本，这意味它长达五年多的开发历程终于正式结束，而Windows Vista的零售版则是在微软2007年1月29日在纽约举行的活动上由比尔·盖茨发布，并在次日，也即2007年1月30日开售。Windows Vista一共发行了六个销售版本和两个嵌入式版本，其中销售版本除了仅通过批量许可大量授权给企业用户的企业版外，其余的零售版本包含旗舰版、商用版、家庭高级版、家庭普通版、入門版共五个版本，相较于前代Windows XP初始的两个零售版本而言数量大大增加。其中以旗舰版为最高级版本，次为商用版，之后是家庭高级版，在大多数国家，能买到的最廉价Vista版本是家庭普通版，更低一级的入门版则只在一些第三世界国家作为零售版提供。Windows Vista可以自Windows Marketplace购买和下载安装，是首个提供于数字分发平台的Windows。

## 新特性与改进

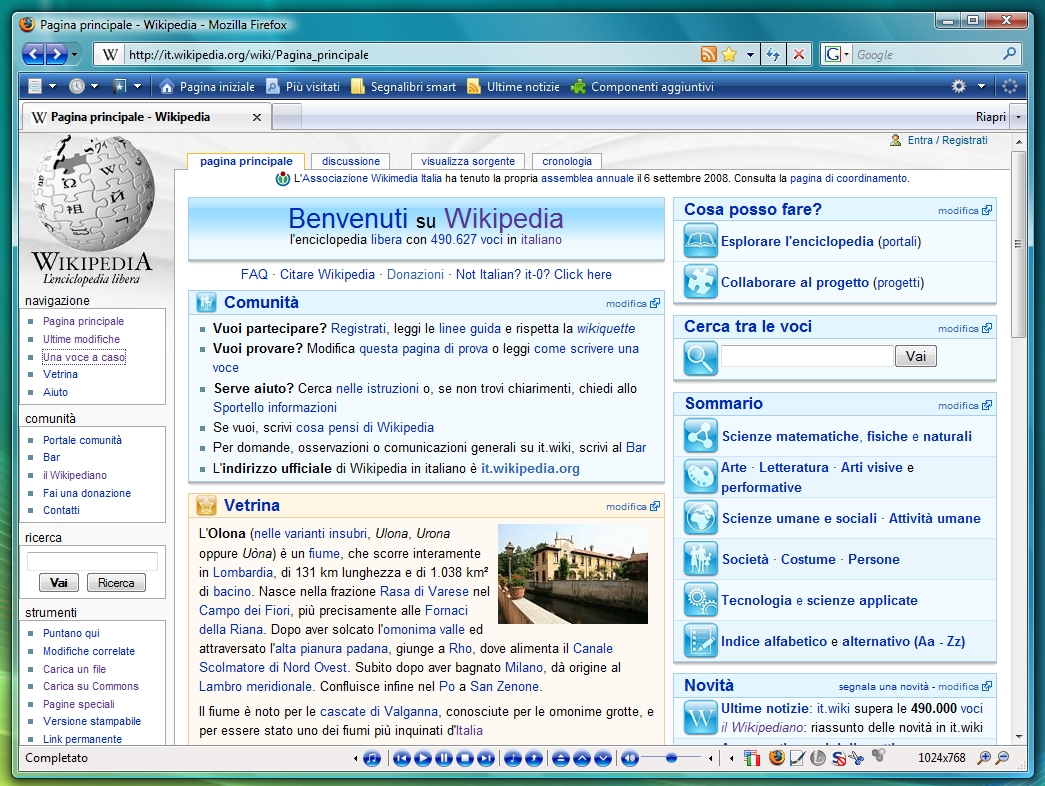
在Windows Vista的Aero界面下被赋上了半透明特效边框的窗口

Windows Vista拥有大量的新功能。据微软所称，Windows Vista新增上百种新功能，微软还称Vista“从根本上不同于早期版本的Windows”。新功能中最引人瞩目的是全新设计的Windows Aero用户界面，提供给家庭高级版及更高版本的Windows Vista，取代了Windows XP的“Luna”主题，在符合一定硬件要求的设备上都会被默认开启。Vista中的Aero拥有大量特效和动画，每个窗口都被赋上半透明玻璃边框效果，Aero带来的还有新的桌面窗口管理器Windows Flip与Windows Flip 3D、新的任务栏窗口实时略缩图、新的系统音效、以及经重新设计后更加易用的文件资源管理器。Aero被沿用至Windows 7，其中部分功能被微软沿用至今。此外，微软还为Vista引入了许多新字体。Windows Vista也是全球范围内首个全面支持藏文的计算机操作系统。
Vista的前代产品Windows XP曾饱受安全性问题困扰，还因此延误Vista的开发，微软便着重在Vista上改良了安全性问题：不仅改进了Windows防火墙、Windows安全中心和Winlogon等一系列系统组件，还引入了强制完整性控制、网络访问保护技术、用户界面特权隔离、Windows Defender等新的安全技术和组件。用户帐户控制也是新安全技术之一，限制了应用软件对系统层级的访问，在进行任何需要管理权限的操作之前都会弹窗询问用户是否同意，此外还有仅为企业版与旗舰版提供的磁盘加密功能BitLocker。微软还在Vista中内嵌了数字版权管理和可信计算。这也是第一版只能在NTFS文件系统下安裝的Windows作業系統，微软亦在Vista中放弃了桌面端Windows对IA-64架构的支持。
新引入的Windows边栏让用户可以在桌面侧边摆放一些桌面小工具，Vista自带的小工具包括CPU仪表盘、小时钟、日历、幻灯片放映、股票、便笺、气象、联系人、货币、图片拼图以及摘要头条，后来被改名Windows桌面小工具沿用至Windows 7，但微软后来发现它有一个安全漏洞，故而停用了这一功能。作为被搁置的WinFS的部分功能替代品，微软为Vista引入了新一代桌面搜索平台Windows搜索，取代了先前的Windows索引服务。Vista的内置游戏也被全部在DirectX中重写。微软还为Vista加入了可用于限制子女电脑使用的家长控制功能，以及用于管理移动计算机的Windows移动中心。此外，Vista还新增了Internet Explorer 7、Windows Media Player 11、Windows DVD Maker、Windows传真和扫描、Windows会议空间、Windows Mobile设备中心、Windows语音识别、Windows传真和扫描、Windows Sideshow、Games Explorer等一系列新组件。Vista还使用了點對點技術提升计算机系統在家庭網路中的通信能力。
微软在Vista开发初期所定下的“三大支柱”中，最终有两个在正式版系统中被实现，分别是开发代号为“Avalon”的Windows呈现基础和开发代号为“Indigo”的Windows通信基础。Windows呈现基础引入了全新的XAML语言用于界面开发，并统一了一些常见的用户界面元素。Windows呈现基础构建于DirectX之上，其引入了新的Direct3D接口，使支持DirectX硬件加速的独立显卡能够更多地参与到窗口绘制当中，从而降低CPU的计算负担。Windows通信基础则是一个用于构建面向服务架构应用程序的框架，提供了用于开发分布式应用程序的丰富环境以及对大量Web服务协议的内置支持。这些新技术都包含在微软为Vista设计的新一代软件框架.NET Framework 3.0当中。微软还在Vista当中引入了新一代TCP/IP协议栈，其中包含有Windows筛选平台，这是一组应用程序接口和系统服务，是用于创建网络筛选应用程序的平台。Vista还提供了完全重写的音频堆栈和列印子系统。另外，微软还改进了Vista的电源管理，并增强了Vista的多语言用户界面技术。Vista亦新增许多驱动程序开发技术，新的Windows驱动程序基础被加入到Vista当中，这是一个建构于Windows驱动程序模型之上的抽象层，当中包含了新的用户模式驱动程序框架与核心模式驱动程序框架，与之一并引入的还有新一代图形驱动程序模型Windows Display Driver Model，旨在实现更强大的的图形功能与更好的图形性能。此外还有诸如Windows Workflow Foundation、Windows CardSpace、Windows恢复环境、Windows系统评估工具、媒体基础框架、备份与还原中心、事务NTFS、内核事务管理器、Windows色彩系统、Windows图像处理组件、SuperFetch和ReadyBoost等一系列新功能与技术被加入到Vista当中。

## 上市销售与大众评价

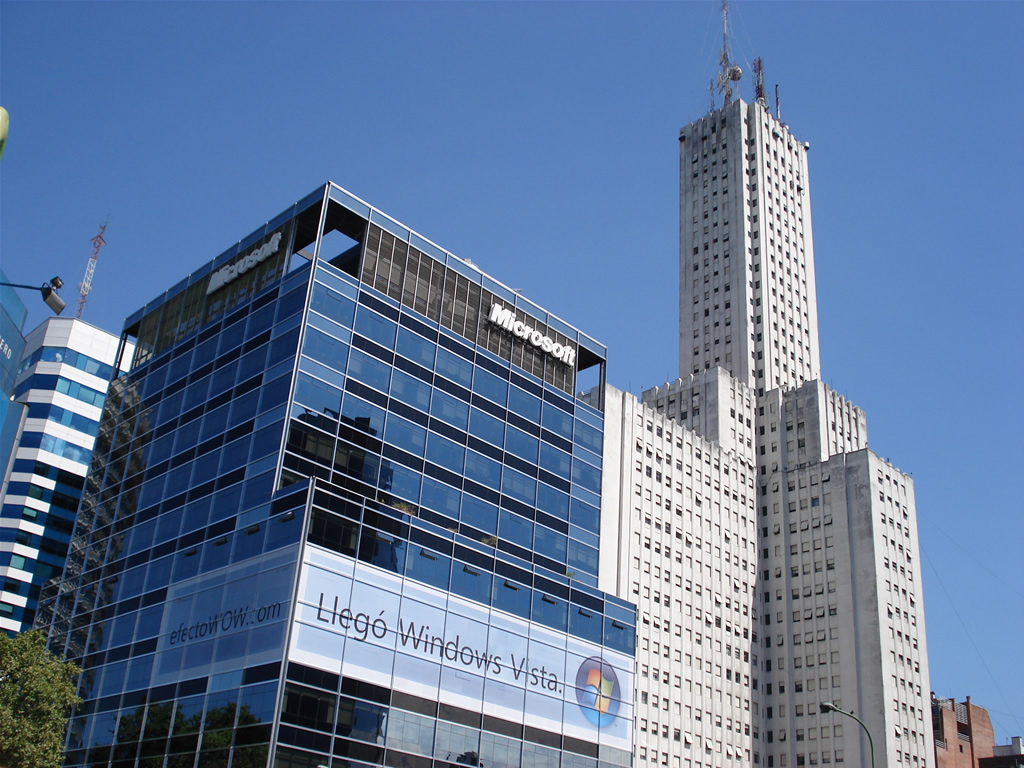
微软阿根廷总部在Windows Vista发售后贴上了Vista广告

Windows Vista上市之初的表现相当不错。据微软所称，自2007年1月30日Vista零售版发售后，首月就售出了超过2000万份，远超其前代产品Windows XP，之后微软再称Vista在其上市后的前100天内售出了超过4000万份。Vista最初的宣传口号是“The Wow Starts Now”，微软也在Vista的广告与宣传活动中大量使用与强调了“Wow”一词，微软为这一系列的“Wow”营销活动投入了5亿美元。
虽然据微软所称Vista发售初期非常成功，但这种情况并没有一直持续下去，随后其受到了许多争议与批评。微软在Vista中加入了大量新功能与新特性，而这带来了更高的性能要求，尤其是它绚丽的Aero界面。硬件要求的大幅提升是Vista饱受诟病的核心原因之一，雖然微軟曾在2005年宣稱幾近所有市面上的電腦都能夠運行Vista，但根據英國《泰晤士報》於2006年5月的報導，英國只有不到半成的電腦能够顺利运行Vista的全部功能。据《卫报》报导，在同一硬件上运行Vista与它的前代产品XP，Vista在基准测试中相较于XP要慢下15%至25%。Vista的高性能需求还带来了对笔记本电脑电池的高损耗问题。为了应对Vista大幅提升的硬件需求，微软为Vista制定了两套系统要求，一个是最低需求，另一个则是建议配备，而只有达到建议配备要求才能流畅并以理想效果运行起所有的功能和效果，并且若Vista检测到设备没有达到要求，还会强制禁用Aero效果等功能。复杂的配置需求使得消费者感到混乱，许多只拥有达到了最低需求的计算机的消费者将自己的设备升级至Vista后才发现系统由于检测到自己的设备不符要求，从而关闭了在宣传中绚丽的Aero与Flip 3D等一众效果，并且微软也对其缺乏明确的解释。在Vista上市后，为了推广Vista，微软为新出厂的Windows XP设备设计了“Vista Capable”标签，表示该设备能够运行Vista，但实际上这个标签意味的只是设备达到了能运行Vista所需的最低需求配置，而不是达到了能运行起Vista所有功能的配置，因此，许多低性能设备就这样被贴上了“Vista Capable”标签，而它们根本无法运行Vista中的那些高级功能，但这些功能正是Vista的核心卖点，这使得消费者感到被欺诈，微软还因此卷入到了一场诉讼中。

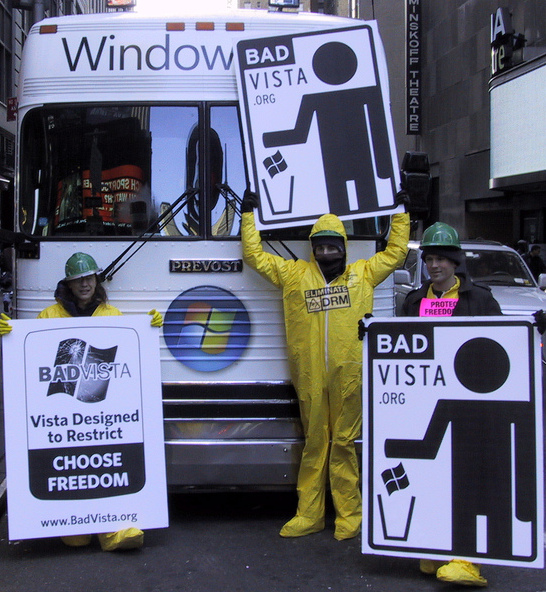
自由软件基金会的“BadVista”抗议活动

除了性能需求的大幅提升，Vista还面临着许多其它的问题。由于Vista在驱动程序框架上的更新，开发人员需要花费更多时间适应这些更新以为其开发驱动程序，这导致了Vista在发布后的很长一段时间里都面临着缺乏硬件驱动的问题。而Vista新引入的一些功能也没有得到市场的欢迎，其中受到最大批评的就是一系列新的安全性功能，新引入的用户账户控制功能会在应用程序执行需要管理员权限的操作是弹窗询问用户是否允许，但其过于频繁和无意义的弹出使得用户对其厌烦，这项功能还导致了Vista对部分老旧应用程序的兼容问题。微软在Vista中加入了可信计算以及数字版权管理技术，这引至许多批评，在Vista发布后不久，自由软件基金会就发起了一项名为“BadVista”的抗议活动，以抗议微软的做法。在发布初期时，Vista还存在有文件操作性能性能低下和游戏性能差等一系列问题，软件兼容性也是Vista发布初期的一个重要问题。此外，微软对Vista的定价也被质疑过高，Vista众多的零售版本亦使得消费者难以选择。此外，Vista在各国间的差价也很大，据Computeractive杂志的报导，一份家庭普通版Vista的升级副本在英国的售价几乎是美国的两倍。
高性能需求和许多其它问题导致Vista最终并没有取得很好的销售成绩，Vista生涯中市占率从未超过其前代产品XP，根据Statcounter的统计数据，直至其下一代产品Windows 7发布前夕的2009年6月，Vista也只有23%的市占率，同时期XP的市占率则为74.69%。PC World将Vista评为“2007年最令人失望的科技产品”。微软的竞争对手苹果公司也在它们所推出的Get a Mac系列广告中大量嘲讽了Vista的各种缺点，随着上网本等廉价低性能设备的流行，Vista的销售遭受到了更大的阻力。Vista的反响不佳导致大量用户滞留于Windows XP，特别是企业用户与政府机构，这间接在XP停止支持后导致了安全问题。
虽然Vista遭受诸多批评，并被认为在商业上失败，但也仍受到许多正面评价，Ars Technica的编辑彼得·布莱特撰文称Vista是“Windows NT平台自发布以来最大的飞跃”，并称其“几乎每个方面都得到了显著的改进”。BBC则赞扬Vista“在安全性方面开启了新的曙光”。Vista所引入的大量雄心勃勃的新功能在其发布初期得到了媒体的普遍赞扬。DirectX 10的引入也为Vista带来了在游戏方面的优势，使其受到来自游戏玩家的好评。
为了促进消费者升级到Vista，微软在2008年初下调了Vista的零售价格，同年6月30日，微软停止了Windows XP的许可证销售，2008年7月，微软为Vista举行了一场名为“莫哈韦实验”的网络广告宣传活动，当时Vista的Service Pack 1刚刚发布几个月，在活动的广告中，微软邀请了一群用户来试用与评价微软最新的操作系统Windows “Mojave”，受实者首先会被问及他们是否用过Vista，并请他们给Vista评分，大部分人都打出了低分，而在他们使用完“Mojave”后则对这个新系统给出了很高的评分，而最后再告诉受试者根本没有什么Windows “Mojave”，他们刚刚试用的其实就是Windows Vista。微软称94%的参与者对“Mojave”的评价高于他们在实验前对Windows Vista的最初评价，但该宣传活动亦被指只故意挑选了对微软有利的部分放出而遭受批评。
2008年1月，微软与戴尔共同加入了由U2乐队主唱波诺建立的公益慈善商业项目Product Red，微软为此而推出了特别版本的Vista，包含六张专属壁纸、两个特别的边栏小工具、一个特制的屏幕保护程序和一张特制的DreamScene壁纸。这个特别版的Vista最初只被被预装在戴尔的几款Product Red特别产品当中，而后在当年12月，微软又发布了单独出售的盒装Product Red特别版Vista，微软声称来自这些Product Red产品的全部收益所得都将被捐赠给全球基金，以帮助解决非洲的艾滋病问题。

## 服務包与增值内容

### 服务包

#### Service Pack 1

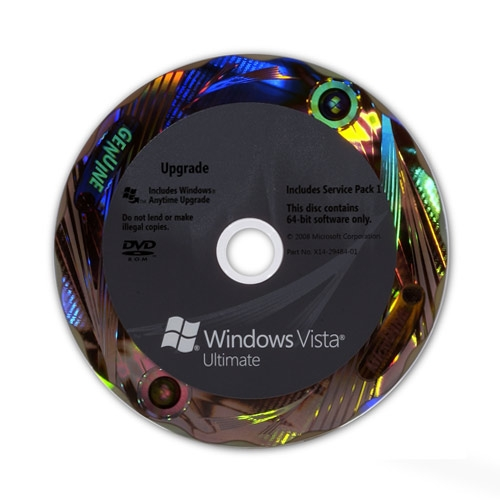
一张包含Service Pack 1的Windows Vista旗舰版升级光碟

在Windows Vista发布近一年后，其第一个服务包Service Pack 1于2008年3月18日发布，用户可以通过Windows Update获取到Service Pack 1，不过若系统中有无法成功更新的驱动程序，则用户需要先自行修复好这些驱动程序才能自Windows Update获取到Service Pack 1，微软在这一更新中修复了Vista的许多问题，同时进一步完善了Vista的UAC提示，并提升了Vista的文件复制性能，Service Pack 1主要注重于对Vista的修复与改进，它提供的新功能很少，微软在Service Pack 1中为Vista添加了exFAT支持，同时也为开发人员提供了一些新的与安全相关的API，另外还有对SSTP的支持，微软还在Service Pack 1中对Windows预安装环境进行了一些调整，另外还为Vista添加了热补丁与UEFI支持。

#### Service Pack 2
Vista的第二个服务包Service Pack 2发布于2009年4月28日，随后于2009年5月26日开放下载，微软在Service Pack 2中改进了Vista的应用程序兼容性，减少了Windows边栏的内存占用、同时进一步改进了Vista的文件传输速度、電源管理計劃与Wi-Fi性能。Service Pack 2为Vista提供了蓝牙2.1、蓝光光碟刻录、ICCD/CCID智能卡支持，另外还为Vista提供了对exFAT文件系统的UTC时间戳和64位VIA中央处理器的支持，Service Pack 2中还带有新的Windows Search 4.0。

### Windows Ultimate Extras
Windows Ultimate Extras是微软只为Windows Vista旗舰版用户提供的一项增值服务，内含一系列附加功能，通过Windows Update向用户提供，取代了此前的Microsoft Plus!，Ultimate Extras只对Windows Vista发布了一代，到Windows 7时即被取消，并且若用户从已安装了Ultimate Extras的旗舰版Windows Vista升级至Windows 7时，所有Ultimate Extras附加功能都会被删除。微软总共为旗舰版Vista用户发布了六个Windows Ultimate Extras附加功能，分别是BitLocker与EFS增强、多语言用户界面语言包、三个系统声音方案、益智游戏Microsoft Tinker、德州扑克游戏Hold 'Em Poker Game、动态桌面背景功能Windows 与内容包。

## 退市与结束支持
微软于2009年7月22日发布了Vista的次世代产品Windows 7，其受到了市场的欢迎，首周销量是Vista首周销量的3倍，发布后的第一年销量就超过了2.4亿份，刷新了微软的的普通用户操作系统销售速度记录，为了促进新系统的普及，微软还宣布会为在Windows 7正式发售前夕购买了搭载Vista的设备的消费者提供免费升级至Windows 7的服务。随着Windows 7的推出，Vista则逐渐退居幕后，微软在2010年4月13日结束了对Windows Vista RTM版本的支持，同年10月22日，微软停售了Vista的零售盒装副本，同时宣布将于次年彻底停售Vista，对Windows Vista SP1版本的支持于2011年7月12日停止，随后，微软于2012年4月10日停止了对Windows Vista的主流支持，最终，在发布10年后，2017年4月11日，微软正式结束了对Windows Vista的延伸支持，Vista至此寿终正寝。